# Carioca

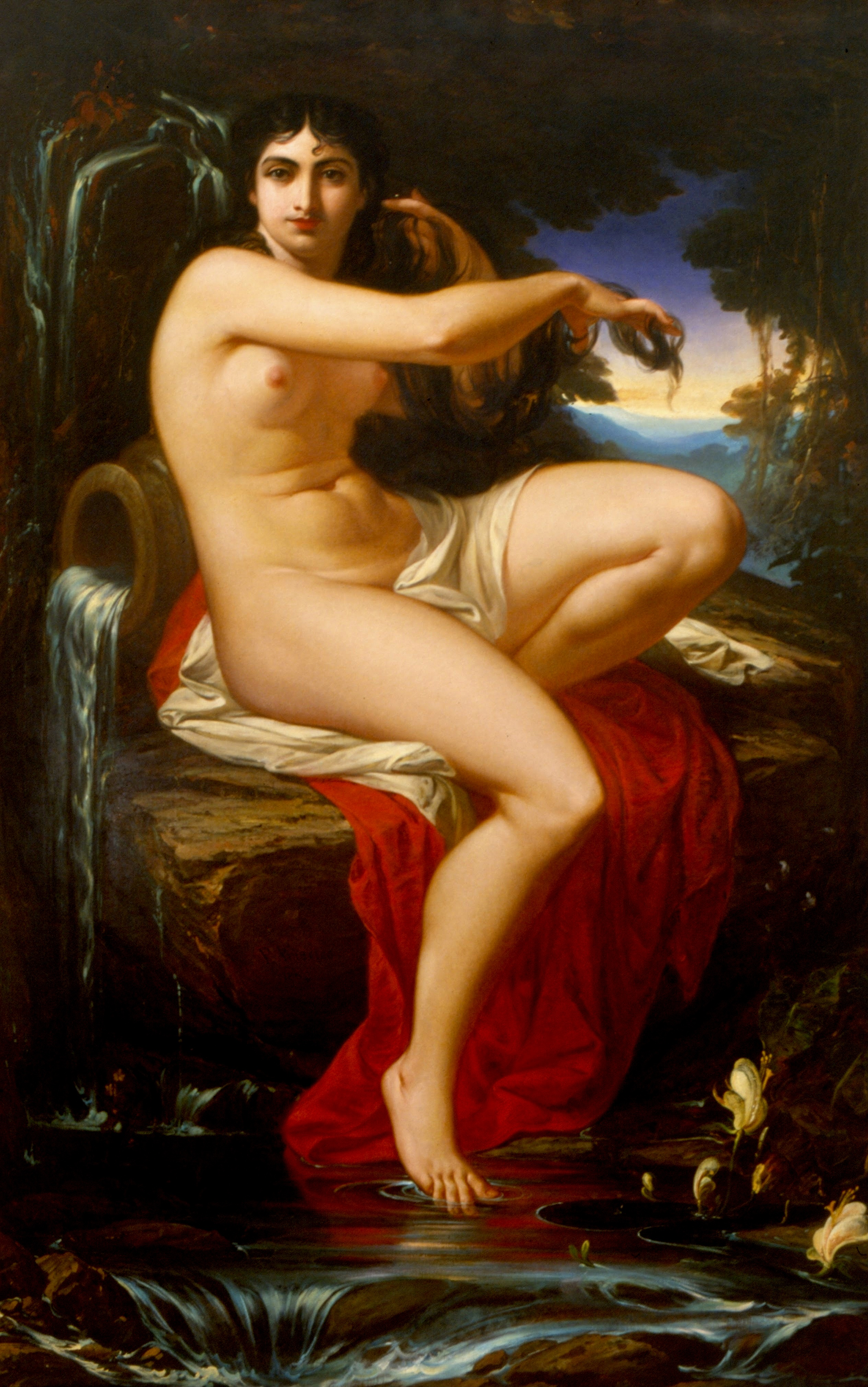
"A Carioca", pintura de 1882 de Pedro Américo

Carioca é o gentílico oficial do município do Rio de Janeiro, capital do estado do Rio de Janeiro, no Brasil, também podendo referir-se, como adjetivo, a tudo que pertence ao município do Rio de Janeiro, como por exemplo aos seus bairros. É também aceito popularmente como gentílico de todo o estado do Rio de Janeiro e ao que se refere a ele, por exemplo em Campeonato Carioca de Futebol, mesmo sendo "fluminense" o gentílico oficial.

## Histórico
No período colonial (século XVI - século XVIII), os nascidos na capitania do Rio de Janeiro eram conhecidos por "carioca", devido ao Rio Carioca, que era o rio que fornecia água potável à população (aqueles que "bebiam das águas do Carioca"). A partir de 1783, por decreto de D. Luiz de Vasconcelos, então vice-rei do Brasil, foi criado um novo gentílico "mais civilizado" para o Rio de Janeiro, o "fluminense", a partir do termo latino flumen, que significa "rio", em alusão ao "Rio".
Segundo o relato de Marcus Daflon, nobre brasileiro que visitou o Rio de Janeiro em março de 1782, os naturais do Rio de Janeiro passaram a ser apelidados de “cariocas” devido ao seu deslumbramento com o Aqueduto da Carioca e suas águas: "Foi esse deslumbre pelo seu aqueduto que fez com que os naturais desta cidade ficassem conhecidos como cariocas, nome da fonte de onde a água que abastece a região. Logo que estabelecem contato com um europeu, os cariocas apressam-se em dizer-lhe que essa água tem o poder de enfeitiçá-lo e de fazê-lo fixar residência na cidade".
Em 1834, através do Ato Adicional à Constituição de 1824, o município do Rio de Janeiro se separou da Província do Rio de Janeiro para constituir o Município Neutro, com administração vinculada diretamente à corte imperial brasileira. Como "carioca" é um termo indígena, os membros da Corte optaram por intitularem-se "fluminenses", tendo "carioca" sobrevivido pelo uso popular, principalmente nas demais províncias do Império do Brasil.
Em 1891, após a Proclamação da República do Brasil em 1889, o Município Neutro transformou-se no Distrito Federal e a província do Rio de Janeiro transformou-se no estado do Rio de Janeiro. Em 1960, com a mudança da capital do país para Brasília, o antigo Distrito Federal tornou-se o estado da Guanabara, que adotou então oficialmente a designação "carioca" pela primeira vez para os habitantes do novo estado. Com a fusão do estado da Guanabara com o estado do Rio de Janeiro, em 1975, o então estado da Guanabara passou a integrar o atual estado do Rio de Janeiro. Oficialmente, optou-se por "fluminense" como gentílico oficial do novo estado, reduzindo-se o gentílico "carioca" a gentílico municipal. Contudo, a maioria dos habitantes do estado do Rio de Janeiro preferem a designação "carioca" a "fluminense" (especialmente na Região Metropolitana, Costa Verde e Região dos Lagos) e desde os anos 2000 o movimento "Somos Todos Cariocas" busca o reconhecimento de carioca como gentílico co-oficial do estado do Rio de Janeiro.

## Etimologia
O termo "carioca" é, com certeza, de origem tupi. Seu significado, no entanto, é controverso. Existem várias teorias a respeito:
- A tese mais difundida é que significa "casa de homem branco", pela junção de kara'iwa ou kari'  (homem branco) + oka (casa).[8] Entretanto, a maioria dos especialistas considera essa versão como incorreta atualmente. Principalmente porque não há qualquer registro de que os indígenas chamassem os europeus de "cari".
- Segundo o livro "O Rio Antes do Rio" [9], é o nome de uma antiga aldeia tupinambá que existia no sopé do Outeiro da Glória, em uma das duas fozes do Rio Carioca, na região do atual bairro da Glória. Mais exatamente, a aldeia se chamava Kariók ou Karióg e foi mencionada pelo escritor francês Jean de Léry, que fez parte da expedição francesa que implantou a França Antártica na região, no século XVI.[10][11] Segundo esta versão, o nome "carioca" viria dos termos tupis kariîó ("índio carijó") e oka ("casa"), significando "casa de índio carijó".[12]
- No século XVI, os índios tupinambás que dominavam a região da Baía de Guanabara teriam apelidado os invasores portugueses de akari (termo tupi para uma espécie de peixe, o cascudo) devido ao fato de as armaduras dos portugueses se assemelharem às típicas placas que revestem esse peixe. Com a segunda expedição portuguesa à Baía de Guanabara, em 1503-1504, liderada por Gonçalo Coelho, foi construída, pelos portugueses, em uma das desembocaduras do Rio Carioca, na atual Praia do Flamengo, uma casa de pedra que os índios tamoios chamaram de akari oka, "casa de homem branco".[13] Tal casa, que funcionava como uma feitoria, foi desativada por Cristóvão Jaques em 1516.[14]
- O nome "carioca" pode provir do nome de uma etnia indígena. Felisbello Freire, na sua obra História Territorial do Brazil,[15] menciona dois povos distintos em guerra na localidade baiana de Toco, que teriam sido pacificadas por tropas de Jeremoabo (ou Geremoabo, na época do autor): os Mungurus e os Cariocas. Isso quer dizer que existia uma etnia indígena no Brasil com o nome de "carioca" (o autor se fundamenta na fonte "Mem. dos Limites de Sergipe e Bahia").
- O Dicionário Aurélio indica a existência de uma etnia indígena denomina "carii", que habitava a região da atual cidade de Niterói.[8] Segundo esta versão, "carioca" poderia significar "casa de carii" (carii + oka).